# Галя ходи
«Галя ходи» (также «Хали Гали Галя Ходи») — двадцатый студийный и 21-й по счёту альбом российской рок-группы «ДДТ». Над диском музыканты работали в течение двух лет.

## Об альбоме
7 июня 2018 года на официальном сайте компании Navigator Records появилась информация, что ДДТ выпускает новый альбом под названием «Галя ходи». Релиз состоялся 9 июня. В августе 2018 года вышел клип на песню «Уездный город» из этого альбома. Режиссёр клипа — Вячеслав Росс.
Со слов лидера коллектива Юрия Шевчука, в этом альбоме он искал новый звук и пытался экспериментировать. Концепт состоял в том, чтобы каждый трек отличался манерой речи, аранжировкой, саундом, вокалом. Название происходит от песни, которая исполнялась автором в Уфе в начале 1980-х годов.
По содержанию песни охватили широкую тематику: от войны и «социалки» до лирики.
Релиз собственного издания альбома на компакт-дисках (4-полосный диджипак) состоялся 5 июля 2018 г. на концерте ДДТ в г. Юрмала.
Сам Шевчук заявил на рок-фестивале «Чернозём» в Тамбове 19 августа 2018 года, что осталось 6—7 песен, не вошедших в последнюю пластинку. Будут ли они выпущены, неизвестно, поскольку он «решил больше не мучить ни себя, ни ребят» новыми альбомами:

Сейчас наступило другое время. Пропало альбомное мышление у молодёжи. Или у них просто не хватает времени слушать весь альбом час-полтора. Когда только вышел новый альбом, я начал читать отзывы. И знаете, многие даже не дослушивают альбом до конца. Я думаю, что сейчас мы будем выпускать по одной песне, снимать на неё клип, а потом накопится несколько песен и выпустим альбом. Мы ищем варианты из-за того, что альбомное мышление ушло. Хотя я очень люблю слушать музыку альбомами. Это как целая книжка: там есть внутренняя мысль и сквозное действие. Примером тому являются альбомы Pink Floyd и Beatles. В них же скрывается целая история, а сейчас всё немного по-другому.
С другой стороны, в рамках тура «История звука» 7 февраля 2019 года в Самаре он сказал, что через 2 года группа может выпустить новый альбом.

## Критика
| Оценки критиков       | Оценки критиков |
| Источник              | Оценка          |
| --------------------- | --------------- |
| InterMedia            | [ 10 ]          |
| NEWSmuz.com           | [ 11 ]          |
| Коммерсантъ           | положительно    |
| Ридус                 | положительно    |
| InRock                | [ 14 ]          |
| Собеседник            | отрицательно    |
| Colta.ru              | положительно    |
| Men’s Health (Россия) | положительно    |
| Esquire               | положительно    |

Музыкальный обозреватель журнала «Esquire» Андрей Бухарин воспринимает новый альбом ДДТ в контексте фильма Кирилла Серебреникова «Лето» и выросшего в связи с этим интереса к русскому року 1980-х годов. Юрий Шевчук исполняет одну из песен в духе «Кино» и перечисляет коллег по Ленинградскому рок-клубу, а в другой — речитативом, вспоминая свою молодость. Этот набор очень разных песен, жестких и акустических, социальных и лирических, имеет смысл услышать хотя бы для того, чтобы вспомнить, что такое масштаб творчества и личности.
Спецкор «Новой газеты» Ян Шенкман сравнивает альбом ДДТ с недавними релизами других известных исполнителей — Сергея Шнурова, Монеточки и «НАИВ». Шевчук, как известно, не любит Шнура за нигилизм, а Шнур на дух не переваривает Шевчука за героический пафос. Монеточка и Александр «Чача» Иванов из «Наива» тоже слишком разные, два мира — два детства. Между тем, у всех четверых много общего. Фактически они поют об одном и том же. Можно составить из их новых альбомов сборник под названием «Мужество заваривать чай». Не революция, не война, не ложь и жестокость, которые нас окружают, а чай — вот что оказалось главным в 2018 году. «Любовь не пропала» воспринимается как манифест: нас не сломить. Что бы ни случилось, жизнь продолжается.
Музыкальный критик Борис Барабанов в статье газеты «Коммерсантъ» сравнивает альбом «Галя ходи» со свежими работами Дельфина и Бориса Гребенщикова. В двух последних песнях, «С глазами Блока» и «Любовь не пропала», Юрий Шевчук говорит о том, что буквально за углом, за дверью — жизнь без войны, без деления на своих и чужих, та, которую не видно на ТВ и в лентах соцсетей. Дельфин в последней песне своего альбома «442» поёт о драгоценном свете радуги. Борис Гребенщиков в финале «Времени N» видит «господа в конце тропы».
Антон Зарицкий («Собеседник») критиковал альбом за вторичность: «„Галя ходи“ оптимально подходит для того, чтобы проследить эволюцию „ДДТ“ за последние лет -дцать, но нового для тех, кто слышал последние три-четыре альбома этой группы, здесь нет ровным счётом ничего».
Портал «Союз» включил альбом в свой список «25 лучших отечественных альбомов 2018 года».

## Список композиций
| №   | Название            | Длительность |
| --- | ------------------- | ------------ |
| 1.  | «Альтернатива»      | 4:29         |
| 2.  | «Если»              | 4:31         |
| 3.  | «Уездный город»     | 3:17         |
| 4.  | «Звезда – старуха»  | 5:01         |
| 5.  | «Мёртвый человек»   | 3:57         |
| 6.  | «Вокзал»            | 4:57         |
| 7.  | «Русская весна»     | 3:43         |
| 8.  | «Чай»               | 3:26         |
| 9.  | «Галя, ходи»        | 5:04         |
| 10. | «Белый дым»         | 2:40         |
| 11. | «Балтийское море»   | 3:17         |
| 12. | «Степной Гамлет»    | 3:39         |
| 13. | «С глазами Блока»   | 4:43         |
| 14. | «Любовь не пропала» | 5:57         |

## Участники записи
ДДТ:
- Юрий Шевчук — вокал, гитара, концепт, слова, мелодии, читка
- Константин «Кот» Шумайлов — клавишные инструменты, вокал, hang drum
- Алексей «Лёха» Федичев — гитары, соло, вокал, укулеле
- Роман «ROMA» Невелёв — бас-гитара
- Антон «Вишня» Вишняков — тромбон, вокал
- Артём «Тёма» Мамай — ударные, клавишные
- Алёна «Алёнушка» Романова — вокал

Приглашенные музыканты:
- И. Неклюдов — баритон-саксофон
- А. Плюснин — труба
- Сергей Рыженко — скрипка

Технический персонал:
- Игорь Тихомиров — звукозапись, сведение
- Максим Кравцов — звукозапись, сведение, клавиши, вокал
- Мазен Мурад — мастеринг
- Владимир Дворник — художник
- П. Гегель — фото группы
- Офис: Тимошенко А., Шагиев А., Ортюков В., Федоров Ю.